# Charles Fourier
Charles Fourier, właśc. François Marie Charles Fourier (ur. 7 kwietnia 1772 w Besançon, zm. 10 października 1837 w Paryżu) – francuski filozof, socjalista utopijny, twórca jego odmiany zwanej furieryzmem.
Uważany za twórcę terminu feminizm, którego użył po raz pierwszy w 1837 roku, a już na początku 1808 twierdził, iż rozszerzenie praw kobiet jest jedną z głównych zasad postępu społecznego. Fourier zainspirował utworzenie utopijnej wspólnoty nazywanej La Reunion, znajdującej się w okolicach dzisiejszego Dallas (Teksas), jak również kilku innych znajdujących się na terenie USA, takich jak North American Phalanx (NAP).

## Życiorys
Pochodził z kupieckiej rodziny francuskiej. W młodości przeprowadził się z rodzinnego Besançon do Lyonu. W czasie rewolucji francuskiej cudem uniknął gilotyny. Wkrótce potem zaczął tworzyć własną koncepcję budowy nowego, szczęśliwego świata, którą rozbudowywał do końca życia. W 1808 roku wydał dzieło pt. Teoria czterech mechanizmów i przeznaczeń ogólnych, prospekt i ogłoszenie odkrycia. Ogłaszał w gazetach, że ma receptę na zbawienie świata i czeka na chętnych do jej realizacji, lecz nikt się nie zgłaszał. Swoje projekty przesyłał Ludwikowi XVIII i Napoleonowi I. Dopiero pod koniec życia znalazł grupę uczniów (należał do niej przejściowo przyszły cesarz Ludwik Bonaparte – Napoleon III). U schyłku życia przeniósł się do Paryża, gdzie zmarł.

## Fourieryzm
Fourier twierdził, iż troska o drugiego człowieka i współpraca to droga do osiągnięcia społecznego sukcesu. Wierzył, iż społeczność kooperująca zyska w krótkim czasie ogromny wzrost produkcji. Pracownicy byliby nagradzani w ilości proporcjonalnej do ich wkładu.
Stworzył koncepcję idealnej organizacji społeczeństwa opartego na wspólnotach tzw. falansterach. Podział pracy w takich falansterach miał być zgodny z naturalnymi skłonnościami ludzi i w ten sposób praca miała zarazem przynosić radość (na przykład dzieci, lubiące bawić się w błocie przeznaczył do wywozu nieczystości i śmieci). Fourier twierdził, iż istnieje dwanaście "namiętności", które tworzą 810 typów charakteru. Na tej podstawie obliczył, iż idealny falanster ma składać się z 1620 osób. Planował, iż pewnego dnia na ziemi będzie 6 milionów takich wspólnot, rządzonych przez światową omniarchię lub (później) przez Światowy Kongres Falansterów.
Wierzył, że przez dobrą organizację wspólnego życia można zlikwidować sprzeczność między naturą ludzką a przymusem, wynikającym z życia w zbiorowości i wyzwolić to, co najlepsze w człowieku. Ta wspólnota między ludźmi, brak zła w ich wzajemnych stosunkach miały oddziaływać również na przyrodę, która w efekcie by się stała przyjazna człowiekowi, drapieżne zwierzęta zmieniłyby swą naturę. 
Fourier był zdecydowanym przeciwnikiem instytucji małżeństwa; popierał ideę wolnej miłości jako jego zdaniem bardziej zgodnej z naturą. W napisanej w latach 1816–1818 pracy pt. „Nowy świat miłości” (fr. Le nouveau monde amoureux) przedstawił on tezę, że rewolucja społeczna nie jest możliwa bez jednoczesnej rewolucji seksualnej, której celem jest wolna miłość. Książkę tę wydano dopiero w 1967 r., ale sama idea wyprzedziła o cały wiek freudomarksizm. Legendarny, nieukończony rękopis został we Francji entuzjastycznie przyjęty na fali rewolucji obyczajowej i wydarzeń 1968 roku, opisuje bowiem porządek społeczny, którego integralną częścią jest swobodnie definiowane życie seksualne. Fourier uważa miłość za jedną z najsilniejszych pasji tworzących relacje społeczne, o zasadniczej roli politycznej.

## Wpływ
Myśl Fouriera oddziaływała na francuską politykę w czasie rewolucji 1848 roku i Komuny Paryskiej. Jej zwolennikiem i popularyzatorem był m.in. Victor Considerant.
Karol Marks również odnosił się do Fouriera w swoich pismach, pomimo że odrzucał dzieła Fouriera jako ideologię bez wypracowanych metod działania. Marks wskazywał, iż Fourier był w stanie odrzucić kapitalizm jako zło, jednak nie potrafił wytłumaczyć dlaczego.
W połowie XX wieku wpływy filozofii Fouriera zaczęły rosnąć pośród pisarzy socjalistycznych pozostających poza głównym nurtem marksizmu. Po zerwaniu przez surrealistów z Francuską Partią Komunistyczną André Breton powrócił do idei Fouriera, pisząc w 1947 roku Ode à Charles Fourier. W 1969 roku sytuacjoniści cytowali i zaadaptowali Avis aux civilisés relativement à la prochaine métamorphose sociale w ich Avis aux civilisés relativement à l'autogestion généralisée.
Prace Fouriera miały także znaczny wpływ na twórczość Gustava Wynekena, Guya Davenporta, Hakima Beya i Paula Goodmana, pod ich wrażeniem był także prawdopodobnie włoski przedsiębiorca Adriano Olivetti, gdy tworzył swoją firmę elektroniczną.